# Franc Cvetko
Franc Cvetko, slovenski rimskokatoliški duhovnik, pesnik, leksikograf in narodni buditelj, * 14. september 1789, Dornava, † 5. julij 1859, Maribor.

## Življenje in delo
Rodil se je očetu Jožefu in materi Neži (rojena Šešerko).
Šolo je obiskoval na Ptuju, nato gimnazijo v Mariboru (1802-07) in v Gradcu študiral filozofijo in teologijo. Po duhovniškem posvečenju 18. septembra 1813 je bil do 11. januarja 1923 kaplan v raznih krajih, nato župnik v Limbušu pri Mariboru (do 1843) in obenem komisar za izpite iz verouka na gimnaziji v Mariboru ter do 1826 namestnik dekana v Hočah ter kasneje nadžupnik in dekan na Ptuju (do 30. jul. 1848), ko je moral oditi, ker je branil cerkveni pogreb protestanta in nazadnje župnik v Ljutomeru (do 6. avg. 1854), ko se je upokojil. Bil je strogo cerkvenega duha in vsaj v poznejših letih pristaš nasprotnikov janzenizma.
Vsaj že 1811 je začel zbirati gradivo za slovenski slovar. Leta 1812 pripravil oceno Šmigočeve slovnice, ki jo je tik pred 30. marcem 1813 poslal Kopitarju, kateremu je tudi obljubil  etnografski popis ljutomerskih Slovencev. Bil je znan slovenski govornik, ki je  vzbudil pozornost pri graškem listu »Der Aufmerksame«. Pridige si je skrbno sestavljal in zapisoval. Ljubil je pesništvo, za katero se je navdušil že v šolskih letih. Napisal je več pesmi, vendar pa je imel izmed vseh vzhodnoštajerskih verzifikatorjev (kdor kleplje verze, rimač) tiste dobe je najmanj literarnih ambicij. Njegova rokopisna dela so v večini izgubljena, razen nekaj pesmi in nekaj homiletičnih spisov (pridig). Propadlo je tudi »nekaj malega iz njegovega slovarja«, ostalo pa je ohranil A. Lah.
Pred smrtjo je v oporoki ustanovil sedem štipendij za slovenske dijake. Nad 30 let je v rodoljubnem smislu vplival na svojo okolico in zlasti na njeno mladino; ko je prišel na Ptuj, so ga tamkajšnji rodoljubi pozdravili kot »gorečega Slovenca«.